# میدان نفتی اهواز
میدان نفتی اهواز بزرگ‌ترین میدان نفتی ایران است، که در محدوده شهر اهواز در جنوب غربی ایران مستقر می‌باشد. میدان اهواز پس از میدان نفتی غوار و میدان نفتی بورقان، سومین میدان بزرگ نفتی جهان محسوب می‌شود.
این میدان در سال ۱۳۳۷ با حفر چاه اهواز-۶ توسط شرکت نفت ایران و انگلیس کشف شد و تاسیسات بهره‌برداری آن نیز در فاصله سال‌های ۱۳۴۱ تا ۱۳۵۷ احداث و راه‌اندازی گردید. تاکنون بالغ بر ۵۳۰ حلقه چاه در مخازن میدان اهواز حفاری و تکمیل شده‌است. این میدان دارای ۵ مجتمع بهره‌برداری در مدار تولید می‌باشد. ظرفیت تولید نفت خام میدان اهواز به‌طور میانگین معادل ۸۰۰ هزار بشکه در روز و میزان تولید گاز آن (گاز همراه نفت) بیش از ۱۳ میلیون متر مکعب در روز است. حجم ذخیره درجای نفت خام این میدان بیش از ۶۵ میلیارد بشکه برآورد می‌شود، که به‌طور میانگین، در حدود ۳۷ میلیارد بشکه از آن قابل برداشت می‌باشد.
طول این میدان ۶۷ کیلومتر و عرض آن در حدود ۶ کیلومتر است، که از شمال با میدان رامین، از جنوب با میدان‌های شادگان و منصوری، از شرق با میدان مارون و از غرب با میدان‌های آب‌تیمور و سوسنگرد همجوار است. میدان نفتی اهواز از میدان‌های تحت مدیریت شرکت ملی مناطق نفت‌خیز جنوب است، که عملیات تولید از آن توسط شرکت بهره‌برداری نفت و گاز کارون انجام می‌گیرد.

## تاریخچه
اولین چاه اکتشافی در میدان اهواز، در مرداد ۱۲۹۱ توسط کنسرسیوم دارسی، تا عمق ۱۱۰۰ متری از سطح زمین حفاری شد، که در پی اقتصادی نبودن میزان تولید نفت، عملیات اکتشاف در این میدان متوقف شد. چاه شماره ۲ اهواز نخستین چاهی بود، که در میدان اهواز به سازند آسماری رسید، این چاه تا کلاهک گازی مخزن آسماری حفاری گردید، اما برای دومین بار عملیات حفاری اکتشافی در این میدان به‌علت اقتصادی نبودن میزان نفت و با فرض گازی بودن مخزن متوقف شد. در فاصله سال‌های ۱۳۲۸ تا ۱۳۳۶ نیز ۳ حلقه چاه اکتشافی دیگر توسط شرکت اکتشاف و تولید نفت، در میدان اهواز حفاری شد، که هیچ‌یک به نتیجه مورد نظر نرسید.
مخزن آسماری میدان نفتی اهواز در سال ۱۳۳۷ با حفر چاه اهواز-۶ و اثبات وجود ذخایر عظیم نفت و گاز در این مخزن توسط شرکت اکتشاف و تولید نفت ایران کشف گردید. یک سال بعد در سال ۱۳۳۸ در پی احداث تأسیسات اولیه، تولید نفت از میدان اهواز با میزان متوسط ۳۵ هزار بشکه در روز آغاز شد. مخزن بنگستان میدان اهواز نیز در سال ۱۳۴۸ توسط شرکت اکتشاف و تولید نفت کشف شد و بهره‌برداری از این مخزن نیز از سال ۱۳۵۰ آغاز گردید. مخزن خامی میدان اهواز نخستین بار در سال ۱۳۵۶ در پی اثبات ذخایر گاز طبیعی در سازند فهلیان از گروه خامی این میدان توسط شرکت سهامی خاص خدمات نفت ایران (آسکو) کشف شد. وجود ذخایر نفت خام در سازند داریان مخزن خامی میدان اهواز نیز در سال ۱۳۸۳ با حفاری چاه-۳۰۷ اهواز در عمق ۵٫۱۵۸ متری توسط شرکت ملی مناطق نفت‌خیز جنوب به اثبات رسید.
تاکنون بیش از ۵۳۰ حلقه چاه نفت در مخازن آسماری، بنگستان و خامی این میدان حفاری و تکمیل شده‌است. هم‌اکنون ظرفیت تولید نفت خام میدان اهواز بیش از ۸۰۰ هزار بشکه در روز می‌باشد، که عملیات تولید از این میدان، توسط شرکت بهره‌برداری نفت و گاز کارون انجام می‌گیرد.

## مخازن
میدان اهواز از نظر حجم ذخایر قابل برداشت نفت خام، بزرگ‌ترین میدان نفتی ایران است که پس از میدان نفتی غوار (مستقر در عربستان سعودی) و میدان نفتی بورقان (مستقر در کویت) سومین میدان بزرگ نفتی جهان به‌شمار می‌آید. این میدان دارای ۲ مخزن نفتی بنام‌های آسماری و بنگستان، همچنین یک مخزن گازی به نام خامی است. حجم ذخیره درجای نفت خام میدان اهواز بالغ بر ۶۶ میلیارد بشکه و ذخیره درجای گاز طبیعی آن در حدود ۱۰ تریلیون فوت مکعب برآورد می‌شود.

### آسماری
مخزن آسماری میدان نفتی اهواز در سال ۱۳۳۷ با حفر چاه شماره ۶ اهواز کشف شد. اولین چاه این مخزن در مرداد ۱۲۹۱ تا عمق ۱۱۰۰ متری حفاری شد. چاه شماره ۲ اهواز نخستین چاهی است که به سازند آسماری رسید، این چاه تا کلاهک گازی حفاری گردید، اما ادامه حفاری آن با فرض گازی بودن مخزن، متوقف شد. بین سال‌های ۱۳۲۸ تا ۱۳۳۶ سه حلقه چاه دیگر نیز حفاری شد، اما حفاری چاه شماره ۶ اهواز، نوید تولید نفت از مخزن آسماری را به دنبال داشت.
حفاری این چاه در شهریور ۱۳۳۶ آغاز شد و در حین حفاری قسمت فوقانی سازند آسماری در فروردین ۱۳۳۷ دچار فوران گردید، اما سرانجام در سال ۱۳۳۸ به عنوان چاه نفت آسماری تکمیل شد و تولید از آن تا میزان ۳۵ هزار بشکه در روز افزایش یافت. در ابتدای تولید، فرآورش نفت در مجموعه‌های تفکیک سرچاهی به‌طور موقت صورت می‌گرفت، که با استمرار و افزایش تولید از چاه‌های این میدان، واحدهای بهره‌برداری پنج‌گانه فعلی (اهواز یک تا پنج) به مرور احداث و در مدار فرآورش نفت و گاز قرار گرفتند. مخزن آسماری میدان نفتی اهواز در حال حاضر با تعداد ۲۹۰ حلقه چاه تولیدی، تزریقی و مشاهده‌ای و تولید ۶۲۰ هزار بشکه در روز، یکی از قدیمی‌ترین مخازن در دست بهره‌برداری و در عین حال بزرگ‌ترین مخزن نفتی ایران می‌باشد.

### بنگستان
مخزن بنگستان میدان نفتی اهواز تقریباً در عمق ۳ هزار متری از سطح دریا قرار دارد، که سازندهای ایلام و سروک در این مخزن حاوی ذخایر هیدروکربوری قابل‌توجه می‌باشند. مخزن بنگستان میدان اهواز در سال ۱۳۳۷ کشف گردید و بهره‌برداری از آن در سال ۱۳۵۰ آغاز شد. حجم ذخیره درجای اولیه نفت خام مخزن بنگستان میدان اهواز بالغ بر ۳۷ میلیارد بشکه برآورد می‌شود.
با توجه به نقش مخزن بنگستان میدان اهواز در مجموعه مخازن تحت مدیریت شرکت ملی مناطق نفت خیز جنوب پس از پایان جنگ ایران و عراق، حجم بسیار بالایی از فعالیت‌های حفاری چاه‌های جدید بر روی این مخزن متمرکز شد و از سال ۱۳۵۸ تا ۱۳۸۳ با حفاری ۹۶ حلقه چاه جدید، مجموع چاه‌های تکمیلی در مخزن بنگستان میدان نفتی اهواز به ۱۵۰ حلقه رسید. تا سال ۱۳۹۴ در مجموع شمار ۲۲۱ حلقه چاه نفت در مخزن بنگستان میدان اهواز حفاری و تکمیل شد و هم‌اکنون (سال ۱۳۹۵) با بهره‌برداری از ۱۸۲ حلقه چاه فعال تولیدی، ظرفیت تولید مخزن بنگستان میدان اهواز با در اختیار داشتن ۳ واحد بهره‌برداری و ۳ کارخانه نمک‌زدایی، به حدود ۱۸۰ هزار بشکه در روز افزایش یافته‌است.

### خامی
ذخایر گاز طبیعی موجود در مخزن خامی میدان اهواز نخستین بار در سال ۱۳۵۶ توسط شرکت آسکو کشف شد. وجود نفت خام در مخزن خامی میدان اهواز نیز در سال ۱۳۸۳ با حفاری چاه-۳۰۷ اهواز در عمق ۵٫۱۵۸ متری توسط شرکت ملی مناطق نفتخیز جنوب اثبات گردید. مخزن خامی میدان اهواز در افق داریان دارای ذخیره ۳۵۰ میلیون بشکه نفت درجا است که به‌طور میانگین در حدود ۲۱۳ میلیون بشکه آن قابل برداشت می‌باشد. حجم ذخیره درجای گاز طبیعی سازند فهلیان مخزن خامی میدان اهواز نیز بالغ بر ۵۲۰ میلیارد فوت مکعب برآورد می‌شود.

## ظرفیت تولید
در سال ۱۳۵۶ ظرفیت تولید میدان اهواز ۱ میلیون و ۱۰۰ هزار بشکه در روز بوده‌است. این میدان که از سال ۱۳۴۰ وارد مدار تولید شده تا سال ۱۳۵۷ به‌طور تجمعی بالغ بر ۲ میلیارد و ۸۰۰ میلیون بشکه نفت تولید نموده‌است. تعداد چاه‌های حفاری شده در این میدان تا سال ۱۳۸۸ در مجموع ۴۵۰ حلقه اعلام شد.
در میدان اهواز ۵ واحد بهره‌برداری برای فراورش نفت آسماری و ۳ واحد بهره‌برداری برای فراورش نفت بنگستان وجود دارد. واحدهای بهره‌برداری میدان اهواز در فاصله سال‌های ۱۳۴۱ تا ۱۳۵۷ احداث و راه‌اندازی شده‌اند. در حال حاضر ظرفیت تولید نفت میدان اهواز ۸۰۰ هزار بشکه در روز و میزان تولید گازهای همراه نفت در این میدان نیز بیش از ۱۳ میلیون متر مکعب (معادل ۴۵۰ میلیارد فوت مکعب) در روز می‌باشد، که عملیات بهره‌برداری از آن، توسط شرکت نفت و گاز کارون انجام می‌شود.

## مشخصات زمین‌شناسی
میدان نفتی اهواز در استان خوزستان، در بخش مرکزی شهرستان اهواز، در جنوب غربی ایران، در منطقه فروافتادگی دزفول قرار دارد و دارای روند شمال‌غربی به جنوب‌شرقی به موازات رشته کوه زاگرس می‌باشد. به‌طور متوسط طول میدان اهواز ۶۷ کیلومتر و عرض آن در حدود ۶ کیلومتر است. میدان نفتی اهواز از شمال با میدان نفتی رامین، از شرق با میدان نفتی مارون، از جنوب با میدان نفتی شادگان و میدان نفتی منصوری و از غرب با میدان نفتی آب تیمور و میدان نفتی سوسنگرد مجاور است. میدان اهواز ساختار تاقدیسی دارد و تقریباً از آخرین بخش‌های ناحیه چین‌خورده زاگرس به حساب می‌آید. این تاقدیس بر روی یک بالاآمدگی (هورست) که در طبقات قدیمی‌تر اتفاق افتاده‌است، قرار دارد و به صورت نابرجا در زیر تاقدیس سطحی اهواز از سازند آغاجاری واقع است. تاقدیس اهواز کم و بیش متقارن می‌باشد. سطح این تاقدیس در سر سازند آسماری در حدود ۲۵۰۰ متری در زیر سطح دریا قرار دارد و این سازند در میدان اهواز، مرکب از ماسه سنگ و سنگ آهک می‌باشد و تخلخل متوسط آن برابر ۱۸ درصد است. نفت آسماری حدود ۳۲٫۶ درجه API، نفت ایلام ۲۹ درجه API و نفت سروک ۲۶ درجه API می‌باشد.

## تأسیسات میدان

### مجتمع بهره‌برداری اهواز یک
مجتمع بهره‌برداری شماره یک اهواز در سال ۱۳۴۱ در منطقه کریت، در فاصله ۳۰ کیلومتری از جنوب شرقی شهرستان اهواز، با ظرفیت اسمی ۶۰۰ هزار بشکه نفت خام در روز، احداث و راه‌اندازی شد. نفت خام ورودی این واحد از تعداد ۷۰ حلقه چاه مخزن آسماری و ۳۸ حلقه چاه مخزن بنگستان تأمین می‌شود. میزان نفت تولیدی روزانه از مخزن آسماری میدان اهواز معادل ۱۸۷ هزار بشکه و نفت خام تولید شده از مخزن بنگستان این بخش از میدان نیز به‌طور میانگین ۵۱ هزار بشکه در روز می‌باشد. همچنین روزانه ۳۰ هزار بشکه نفت از مخزن بنگستان میدان نفتی منصوری، از طریق واحد بهره‌برداری منصوری به این واحد منتقل می‌شود. در حال حاضر به‌طور متوسط روزانه ۲۷۰ هزار بشکه نفت فرآورش شده در مجتمع بهره‌برداری اهواز یک از طریق خطوط لوله به پایانه صادراتی خارک و پالایشگاه آبادان منتقل می‌شود، همچنین گاز همراه تولیدی مرحله اول واحد بهره‌برداری اهواز ۱ به کارخانه ان‌جی‌ال ۶۰۰ و گاز تولیدی سایر مراحل نیز جهت فشار افزایی به ایستگاه تقویت فشار گاز اهواز ۱ ارسال می‌گردد.

### مجتمع بهره‌برداری اهواز دو
مجتمع بهره‌برداری شماره دو اهواز در سال ۱۳۴۲ در فاصله ۵ کیلومتری از شمال شرقی اهواز، با ظرفیت اسمی ۴۷۵ هزار بشکه در روز احداث و راه‌اندازی شد. هدف از تأسیس این واحد، جمع‌آوری و فرآورش نفت خام تولیدی از مخازن آسماری و بنگستان میدان اهواز (بخش‌های ۲، ۳ و ۴) و چاه‌های فعال میدان نفتی آبتیمور بود. هم‌اکنون خوراک مورد نیاز این واحد در حدود ۲۰۲ هزار بشکه در روز نفت سبک، از تعداد ۶۱ حلقه چاه مخزن آسماری این بخش از میدان و ۵۰ هزار بشکه نفت سنگین نیز از ۵۰ حلقه چاه مخزن بنگستان تأمین می‌شود. در حال حاضر روزانه معادل ۲۷۲ هزار بشکه نفت فرآورش شده در واحد بهره‌برداری اهواز ۲ به پایانه صادراتی خارک و پالایشگاه تهران ارسال می‌شود، همچنین گاز همراه مرحله اول آسماری به کارخانه ان‌جی‌ال ۶۰۰، گاز سایر مراحل آسماری به ایستگاه تقویت فشار گاز اهواز ۲ و گازهای مراحل اول تا چهارم بنگستان نیز به پالایشگاه شیرین‌سازی کارون ارسال می‌گردد.

### مجتمع بهره‌برداری اهواز سه
مجتمع بهره‌برداری شماره سه اهواز در سال ۱۳۵۱ در فاصله ۲۰ کیلومتری از شمال اهواز، با ظرفیت اسمی ۳۳۰ هزار بشکه نفت خام در روز راه‌اندازی شد. هم‌اکنون نفت خام ورودی این واحد ۱۴۴ هزار بشکه از ۵۱ حلقه چاه آسماری و ۵۰ هزار بشکه در روز از ۴۳ حلقه چاه بنگستان تأمین می‌شود. ظرفیت تولید فعلی نفت این واحد حدود ۱۹۸ هزار بشکه در روز می‌باشد، که حدود ۱۴۷ هزار بشکه نفت آسماری و ۵۱ هزار بشکه نفت بنگستان می‌باشد. گاز همراه مرحله اول آسماری به کارخانه ان‌جی‌ال ۶۰۰ و گاز مراحل دوم، سوم و چهارم نفت آسماری نیز به ایستگاه تقویت فشار گاز اهواز ۳ منتقل می‌شود. گازهای مراحل اول تا چهارم نفت بنگستان نیز به تأسیسات شیرین‌سازی آماک ارسال می‌گردد.

### مجتمع بهره‌برداری اهواز چهار
مجتمع بهره‌برداری شماره چهار اهواز در سال ۱۳۵۴ در فاصله ۱۸ کیلومتری از شرق شهرستان اهواز، با ظرفیت اسمی ۲۷۵ هزار بشکه نفت خام در روز راه‌اندازی شد. نفت خام ورودی این واحد حدود ۱۲۸ هزار بشکه در روز از تعداد ۵۰ حلقه چاه مخزن آسماری میدان اهواز تأمین می‌شود. نفت فرآورش شده این واحد به پایانه‌های صادراتی خارگ و پالایشگاه آبادان انتقال می‌یابد، گاز خروجی مرحله اول که در حدود ۷۰ میلیون فوت مکعب در روز می‌باشد، به کارخانه ان‌جی‌ال ۶۰۰ و گاز همراه مراحل دوم، سوم و چهارم نیز پس از فشار افزایی در ایستگاه تقویت فشار گاز اهواز ۵ جهت انجام عملیات نم‌زدایی و مایع‌گیری، به کارخانه گاز و گازمایع ۷۰۰ و ۸۰۰ منتقل می‌شود. ظرفیت تولید فعلی (سال ۱۳۹۵) این واحد ۱۲۸ هزار بشکه نفت در روز می‌باشد.

### مجتمع بهره‌برداری اهواز پنج
این مجتمع در سال ۱۳۵۶ در شمال غربی شهرستان اهواز با ظرفیت اسمی ۱۷۵ هزار بشکه نفت در روز راه‌اندازی شد. نفت خام ورودی به این واحد حدود ۲۹ هزار بشکه در روز از ۳۴ حلقه چاه می‌باشد، که ۲۱ حلقه چاه آن مربوط به نفت آسماری و ۱۳ حلقه چاه دیگر مربوط به نفت بنگستان است. واحد بهره‌برداری اهواز ۵ چون کارخانه نمکزدایی ندارد، نفت چاه‌های نمکی این واحد به کارخانه نمک‌زدایی اهواز ۳ ارسال می‌شود، که نفت تولیدی از آن پس از انجام فرایند نمک‌زدایی به واحد بهره‌برداری اهواز ۳ منتقل و از آنجا به پایانه‌های صادراتی و بخشی دیگر نیز به پالایشگاه‌های داخلی فرستاده می‌شود. مقدار نفتی که از اهواز ۵ به نمکزدایی ۳ منتقل می‌شود، معادل ۲۳ هزار بشکه نفت نمکی آسماری و ۱۴ هزار بشکه نفت نمکی بنگستان در روز می‌باشد. ظرفیت تولید واحد بهره‌برداری اهواز ۵ در حدود ۲۹ هزار بشکه نفت در روز می‌باشد. گاز همراه مرحله اول این واحد به کارخانه ان‌جی‌ال ۶۰۰ و گاز مراحل دوم، سوم و چهارم، به ایستگاه تقویت فشار گاز اهواز ۵ ارسال می‌شود، که پس از فشار افزایی در این ایستگاه، محصول خروجی جهت انجام عملیات نم‌زدایی و مایع‌گیری، به کارخانه گاز و گازمایع ۷۰۰ و ۸۰۰ انتقال می‌یابد.